# Cheat on Me, If You Can
Cheat On Me, If You Can (hangul: 바람피면 죽는다; rr: Barampimyeon Jugneunda; lit. If You Cheat, You Die) é uma série de televisão sul-coreana estrelada por Cho Yeo-jeong, Go Jun [en], Yeonwoo, Kim Young-dae [en] e  Kim Ye-won. A série, dirigida por Kim Hyung-seok e escrita por Lee Seong-min segue uma história não convencional e intensa sobre Kang Yeo-joo, uma romancista, e seu marido Han Woo-sung, um advogado de divórcio que escreveu um memorando para ela que diz: "Se você me trair, morre”. Foi ao ar na KBS2 de 2 de dezembro de 2020 a 28 de janeiro de 2021 às quartas e quintas às 21:30 (KST).

## Sinopse
Pela natureza de seu trabalho, a autora best-seller de suspenses Kang Yeo Joo sempre pesquisa como fazer um homicídio parecer uma morte acidental. Ao lado dela está seu marido Han Woo Sung, um homem de família que é advogado de causas familiares. Woo Sung é mais jovem que a esposa, ainda se acha um parceiro sexy e atraente e usa a imagem de um casamento perfeito a seu favor. Porém, Yeo Joo, que prefere virar viúva do que divorciada, começa a suspeitar de alguns comportamentos do marido. Estaria ele a traindo? Será que Woo Sung está aproveitando o tempo com uma amante sem que sua esposa saiba? Yeo Joo deixa claro: se ele trair, morrerá.

## Elenco

### Principal
- Cho Yeo-jeong como Kang Yeo-joo, autora de alguns romances de mistério mais vendidos, conhecida por seu estilo de escrita. Ela geralmente termina suas histórias acabando com seus personagens masculinos imorais por serem infiéis. Então ela é apelidada de "Louva-a-deus".[4]
- Go Jun [en] como Han Woo-sung, marido de Yeo-joo, um advogado de divórcio que é apaixonado e emocionalmente envolvido com seu trabalho.[5]
- Kim Young-dae [en] como Cha Soo-ho, trabalhadora de meio período em uma loja de conveniência e, na verdade, é agente do Serviço de Inteligência Nacional.[6]
- Yeonwoo como Go Mi-rae, um estudante universitário que parece inocente, mas profundamente por dentro, carrega uma personalidade complicada.

### Secundários

#### Pessoas ao redor de Yeo-joo e Woo-sung
- Song Ok-sook [en] como Yeom Jin-ok, uma governanta profissional que trabalha na casa de Yeo-joo e Woo-sung
- Na Young-hee [en] como a mãe de Han Woo-sung
- Jung Sang-hoon [en] como Son Jin-ho, o melhor amigo de Han Woo-sung e secretário do escritório do advogado.
- Lee Se-na como Min Yoon-hui, esposa de Jin-ho
- Kim Ji-hoon como Son Dong-ho, filho de Jin-ho

#### Delegacia de polícia de Seodong
- Lee Si-eon [en] como Jang Seung-chul, um detetive de homicídios experiente
- Kim Ye-won como Ahn Se-jin, a única detetive do departamento de crimes violentos
- Lee Tae-hyung como Hong Sung-wan, líder da equipe

#### Estações de transmissão
- Hong Soo-hyun [en] como Baek Soo-jung
- Gong Sang-ah como Oh Hyun-jung, o DP responsável pelo programa de informação matinal
- Yoo Jun-hong como Kim Deok-gi, gerente de Baek Soo-jeong

#### Editora O Ville
- Kim Soo-jin [en] como Yang Jin-sun, representante da editora
- Song Seung-ha como Na Yoo-ri

### Outros
- Oh Min-suk [en] como Ma Dong-kyun, Diretor do Serviço Nacional de Inteligência
- Bae Noo-ri [en] como Eom Ji-eun, agente do NIS[7]
- Kim Do-hyun como Nam Gi-ryong, principal consultor político da Coreia
- Han Soo-yeon [en] como Park Hye-kyeong, o advogado rival de Woo-sung
- Choi Jung-woo [en] como amigo de Go Mi-rae
- Jeon Soo-kyeong [en] como Yoon Hyeong-suk, a madrasta de Kang Yeo-joo
- Yoo So-young como A Corredora
- Kim Jeong-pal como Bae Jung-shik, o gerente do apartamento
- Kim Gwang-sub como membro de Green Ivy

## Produção
A série também conhecida como "You Cheat, You Die"; "You're Dead If You Cheat" e "If I Cheat, I Die", é dirigido por Kim Hyoung-seok e escrito por Lee Sung-min. Em julho de 2020, Go Jun foi confirmado para desempenhar o papel principal. Bae Noo-ri foi confirmado em agosto de 2020. A primeira leitura do roteiro foi realizada em agosto de 2020.
Em 22 de agosto, a KBS anunciou que em uma reunião de emergência eles decidiram parar a produção. A filmagem da série seria interrompida para evitar que o elenco e a equipe técnica fossem infectados com a pandemia de COVID-19, conforme novos surtos da doença fossem relatados. Em 13 de outubro, o pôster e a primeira data de exibição foram oficialmente anunciados. O primeiro pôster do drama aparentemente pretendia mostrar uma pista importante, pois mostra um documento dentro de um saco plástico fechado com fita adesiva na cena do crime. O documento está manchado de sangue e diz: "Se Han Woo Sung tiver um caso com outra pessoa depois de se casar com Kang Yeo Joo, Kang Yeo-joo terá todos os direitos sobre o corpo de Han Woo-sung".
O episódio 8 não foi ao ar na quinta-feira, 24 de dezembro de 2020 para permitir a exibição do 2020 KBS Entertainment Awards.
O episódio 9 não foi ao ar na quinta-feira, 31 de dezembro de 2020 para permitir a exibição do 2020 KBS Drama Awards. O episódio 9 foi exibido na quarta-feira, 6 de janeiro de 2021.

## Trilha sonora

### Parte 1
| Lançado em 3 de dezembro de 2020 |                   |                |         |  |
| N.º                              | Título            | Artista        | Duração |  |
| 1.                               | "O.V.E.R" (수란)  | Suran          | 3:12    |  |
| 2.                               | "O.V.E.R (Inst.)" |                | 3:12    |  |
| Duração total:                   | Duração total:    | Duração total: | 6:24    |  |

### Parte 2
| Lançado em 17 de dezembro de 2020 |                    |                |         |  |
| N.º                               | Título             | Artista        | Duração |  |
| 1.                                | "Whisper" (루이드) | Llwyd          | 3:26    |  |
| 2.                                | "Whisper (Inst.)"  |                | 3:26    |  |
| Duração total:                    | Duração total:     | Duração total: | 6:52    |  |

### Parte 3
| Lançado em 30 de dezembro de 2020 |                    |                |         |  |
| N.º                               | Título             | Artista        | Duração |  |
| 1.                                | "Fade Out"         | JeA            | 3:42    |  |
| 2.                                | "Fade Out (Inst.)" |                | 3:42    |  |
| Duração total:                    | Duração total:     | Duração total: | 7:24    |  |

## Produção
De acordo com a Nielsen Media Research, da Coreia, o primeiro episódio da série registrou 5,8% de audiência média em todo o país e 6,2% na área metropolitana. Ficou em primeiro lugar entre os dramas de quarta e quinta-feira.
| Temporada | Temporada | Número do episódio | Número do episódio | Número do episódio | Número do episódio | Número do episódio | Número do episódio | Número do episódio | Número do episódio | Número do episódio | Número do episódio | Número do episódio | Número do episódio | Número do episódio | Número do episódio | Número do episódio | Número do episódio | Média |
| Temporada | Temporada | 1                  | 2                  | 3                  | 4                  | 5                  | 6                  | 7                  | 8                  | 9                  | 10                 | 11                 | 12                 | 13                 | 14                 | 15                 | 16                 | Média |
| --------- | --------- | ------------------ | ------------------ | ------------------ | ------------------ | ------------------ | ------------------ | ------------------ | ------------------ | ------------------ | ------------------ | ------------------ | ------------------ | ------------------ | ------------------ | ------------------ | ------------------ | ----- |
|           | 1         | 0.888              | 1.035              | —                  | 0.860              | —                  | —                  | —                  | —                  | —                  | —                  | —                  | —                  | —                  | —                  | —                  | —                  | 0.928 |

| Ep. | Parte | Transmissão Original   | Média de audiência (AGB Nielsen) | Média de audiência (AGB Nielsen) |
| Ep. | Parte | Transmissão Original   | Nacionalmente                    | Seul                             |
| --- | ----- | ---------------------- | -------------------------------- | -------------------------------- |
| 1 | 1     | 2 de dezembro de 2020  | 4.1%                             | N/A                              |
| 1 | 2     | 2 de dezembro de 2020  | 5.8%                             | 6.2%                             |
| 2 | 1     | 3 de dezembro de 2020  | 4.3%                             | N/A                              |
| 2 | 2     | 3 de dezembro de 2020  | 5.8%                             | 6.3%                             |
| 3 | 1     | 9 de dezembro de 2020  | 3.3%                             | N/A                              |
| 3 | 2     | 9 de dezembro de 2020  | 4.5%                             | N/A                              |
| 4 | 1     | 10 de dezembro de 2020 | 5.2%                             | N/A                              |
| 4 | 2     | 10 de dezembro de 2020 | 5.2%                             | 5.8% (12th)                      |
| 5 | 1     | 16 de dezembro de 2020 | 2.7%                             | N/A                              |
| 5 | 2     | 16 de dezembro de 2020 | 4.1%                             | N/A                              |
| 6 | 1     | 17 de dezembro de 2020 | 3.2%                             | N/A                              |
| 6 | 2     | 17 de dezembro de 2020 | 3.9%                             | N/A                              |
| 7 | 1     | 23 de dezembro de 2020 | 2.9%                             | N/A                              |
| 7 | 2     | 23 de dezembro de 2020 | 3.8%                             | N/A                              |
| 8 | 1     | 30 de dezembro de 2020 | 2.4%                             | N/A                              |
| 8 | 2     | 30 de dezembro de 2020 | 3.6%                             | N/A                              |
| 9 | 1     | 6 de janeiro de 2021   | 2.4%                             | N/A                              |
| 9 | 2     | 6 de janeiro de 2021   | 3.1%                             | N/A                              |
| 10 | 1     | 7 de janeiro de 2021   | 2.9%                             | N/A                              |
| 10 | 2     | 7 de janeiro de 2021   | 3.0%                             | N/A                              |
| 11 | 1     | 13 de janeiro de 2021  | 2.6%                             | N/A                              |
| 11 | 2     | 13 de janeiro de 2021  | 3.4%                             | N/A                              |
| 12 | 1     | 14 de janeiro de 2021  | 2.8%                             | N/A                              |
| 12 | 2     | 14 de janeiro de 2021  | 3.1%                             | N/A                              |
| 13 | 1     | 20 de janeiro de 2021  | N/A                              | N/A                              |
| 13 | 2     | 20 de janeiro de 2021  | 3.5%                             | N/A                              |
| 14 | 1     | 21 de janeiro de 2021  | N/A                              | N/A                              |
| 14 | 2     | 21 de janeiro de 2021  | 3.0%                             | N/A                              |
| 15 | 1     | 27 de janeiro de 2021  | N/A                              | N/A                              |
| 15 | 2     | 27 de janeiro de 2021  | 4.6%                             | N/A                              |
| 16 | 1     | 28 de janeiro de 2021  | 3.3%                             | N/A                              |
| 16 | 2     | 28 de janeiro de 2021  | 4.0%                             | N/A                              |
| Média | Média | Média                  | 3.67%                            | 6.1%                             |
| - Os números azuis representam as médias mais baixas, enquanto os números vermelhos representam as mais altas - NR denota que o episódio não estava no top 20 programas diários da data. - N/A denota que a classificação não é conhecida. |       |                        |                                  |                                  |